# Торнадо (фільм, 2025)
«Торнадо» (англ. Tornado) — британський трилер режисера Джона Макліна за сюжетом Макліна та Кейт Лейс. Головні ролі у фільмі виконали Кокі , Джек Лоуден, Такехіро Хіра та Тім Рот.
Прем'єра фільму відбулася 26 лютого 2025 року на Кінофестивалі у Глазго.

## Сюжет
Велика Британія, 1790 рік. Бродячий ляльковий театр самураїв перетинається з безжальними злочинцями, але один із артистів, Торнадо, розробляє план, як переграти їх у їхню ж гру.

## У ролях
- Кокі — Торнадо
- Джек Лоуден — Маленький цукор
- Такехіро Хіра — батько Торнадо
- Тім Рот — Шугарман[4]

## Виробництво
Автором сценарію та режисером фільму став Джон Маклін, за розповідями Макліна та Кейт Лейс. Фільм знятий компанією Tea Shop Productions за фінансової підтримки Screen Scotland, BFI та Ashland Hill Media Finance, а також Британської національної лотереї. У травні 2023 року стало відомо, що на головні ролі запрошені Джек Лоуден, Такехіро Хіра та Кокі. Основні зйомки оператора Роббі Райаном почалися в Единбурзі в січні 2024 року.
Компанія HanWay Films провела продаж прав на прокат фільму на Каннському кінофестивалі 2023 року. У січні 2024 року Lionsgate UK придбала права на кінопрокат у Великій Британії та Ірландії. Наступного місяця IFC Films придбала права на кінопрокат у США, Канаді, Австралії та Новій Зеландії, де, як очікується, фільм транслюватиметься на стрімінговому сервісі Shudder, а його кінопрем'єра запланована IFC Films.